# Lorne Chabot
Lorne Chabot, född 5 oktober 1900, död 10 oktober 1946, var en kanadensisk professionell ishockeymålvakt som tillbringade elva säsonger i den nordamerikanska ishockeyligan National Hockey League (NHL), där han spelade för ishockeyorganisationerna New York Rangers, Toronto Maple Leafs, Montreal Canadiens, Chicago Black Hawks, Montreal Maroons och New York Americans. Han släppte in i genomsnitt 2,04 mål per match och höll nollan (inte släppt in ett mål under en match) 72 gånger på 411 grundspelsmatcher.
När han spelade för Rangers blev han och hans lagkamrat Oliver Reinikka tvungna att heta Lorne Chabotsky respektive Ollie Rocco när de spelade hemmamatcher under säsongen 1926–1927. Det var ett försök från Rangers sida att locka de judiska och italienska immigranterna till hemmamatcherna, detta till trots att Chabot var djupt troende katolik och fransk-kanadensare och Reinikka var från British Columbia och hade finländsk påbrå.
Han vann Stanley Cup med Rangers för säsongen 1927–1928 och Maple Leafs för säsongen 1931–1932. Chabot utsågs som NHL:s bästa målvakt för säsongen 1934–1935. Han blev också den första ishockeyspelaren någonsin att vara på omslaget på den amerikanska veckotidskriften Time, som skedde den 11 februari 1935.
Efter karriären led han av allvarlig ledinflammation och var sängliggande och avled den 10 oktober 1946 vid 46 års ålder på grund av komplikationer med njurarna.